# Nomenklatura zoologiczna
Nomenklatura zoologiczna – zebrane w Międzynarodowym Kodeksie Nomenklatury Zoologicznej (ICZN) zasady i zalecenia obowiązujące przy tworzeniu i stosowaniu nazw naukowych taksonów zwierząt.

## Nazwy systematyczne
Podstawową jednostką systematyczną jest gatunek. Nazwę gatunku zapisujemy stosując nazewnictwo binominalne.
Pierwszy wyraz to nazwa rodzajowa, a drugi epitet gatunkowy (najczęściej przymiotnik, rzadziej rzeczownik).
Oba człony nazwy należy pisać zawsze krojem pisma wyróżniającym je na tle pozostałego tekstu (np. kursywa w tekście prostym). Jednoznaczne określenie konkretnego gatunku wymaga zastosowania obu członów nazwy. Kodeks zaleca, by wszystkie nazwy rodzajów były rzeczownikami w liczbie pojedynczej lub wyrazami traktowanymi jako rzeczowniki.
W języku polskim drugi człon nazwy zwyczajowej jest zapisywany małymi literami, z wyjątkiem nazwy gatunkowej pochodzącej od nazwiska (np. bursztynka Pfeiffera, kiełb Kesslera) lub nazwy geograficznej (np. bystrzyk z Loreto), zapisywanej wielką literą. Natomiast w nazwie naukowej (łacińskiej lub zlatynizowanej) nazwa rodzajowa zawsze zapisywana jest wielką literą, a gatunkowa zawsze małą literą, np.:
dżdżownica ziemna (Lumbricus terrestris),
słoń afrykański (Loxodonta africana).

## Nazwy udomowionych form gatunków dziko żyjących
Jednym z problemów nomenklatury zoologicznej jest kwestia nadawania nazw gatunkom udomowionym. Z taksonomicznego punktu widzenia zwierzę po udomowieniu pozostaje nadal tym samym gatunkiem. Od 1758 roku 19 gatunkom udomowionych zwierząt nadano inne nazwy naukowe niż ich dzikim protoplastom. 17 z nich zostało opisanych przed odkryciem ich dzikich przodków, którym, w momencie odkrycia przez naukę, nadano nowe nazwy binominalne. Np. osioł domowy został opisany w 1758 pod nazwą Equus asinus, a uważany za jego przodka osioł afrykański – w 1857 jako Equus africanus. Kiedy w wyniku dalszych badań stwierdzono, że zwierzę udomowione pochodzi od znanego już gatunku dzikiego (czyli jest tym samym gatunkiem, ewentualnie jego podgatunkiem lub formą), pojawił się konflikt nazw.
W 1958 H. Bohlken zaproponował, aby naukowa nazwa udomowionych form gatunków dzikich składała się z nazwy gatunkowej przodka (protoplasty) oraz nazwy formy udomowionej poprzedzonej skrótem f. (od forma) np. Equus africanus f. asinus (osioł domowy – udomowiona forma Equus africanus). Taka konwencja została szeroko zaakceptowana przez wielu zoologów na całym świecie. Rok później Dennler de la Tour zaproponował inną formę zapisu, mianowicie do nazwy gatunku dzikiego dodał trzeci człon („familiaris”), który miał wskazywać, że jest to forma udomowiona gatunku dzikiego, np. Equus africanus familiaris. Obydwie koncepcje były sprzeczne z zasadami określonymi przez Międzynarodowy Kodeks Nomenklatury Zoologicznej. Według zasad nazewnictwa biologicznego (zasada priorytetu) pierwszeństwo nazwy ma ta, która wcześniej została opublikowana, czyli (w 17 przypadkach) nazwa formy udomowionej (np. Equus asinus). Wobec braku jednoznacznej zasady w literaturze pojawiały się różne sposoby zapisu nazwy tego samego zwierzęcia, np. kot domowy był opisywany pod nazwami:
- Felis catus (taką nazwę nadał mu Linneusz w 1758),
- Felis silvestris (zgodnie z zasadą priorytetu; wówczas uważano, że kot domowy pochodzi bezpośrednio od żbika opisanego pod taką właśnie nazwą),
- Felis silvestris f. catus (zgodnie z propozycją Bohlkena),
- Felis silvestris familiaris (zgodnie z propozycją Dennler de la Toura),
- Felis silvestris domesticus,
- Felis domesticus.

Aby ograniczyć upowszechnianie nazewnictwa niezgodnego z kodeksem oraz wynikających z tego nieporozumień, w 2003 roku Międzynarodowa Komisja Nomenklatury Zoologicznej dopuściła stosowanie 17 nazw dzikich zwierząt (w tym 15 ssaków, 1 ryba i 1 motyl), których udomowione formy zostały wcześniej opisane pod innymi nazwami.
| Nazwa naukowa, autor i nazwa zwyczajowa gatunku dzikiego                   | Nazwa naukowa, autor i nazwa zwyczajowa formy udomowionej                 |
| -------------------------------------------------------------------------- | ------------------------------------------------------------------------- |
| Bos gaurus H. Smith, 1827 – gaur                                           | Bos frontalis Lambert, 1804 – gajal                                       |
| Bos mutus (Przewalski, 1883) – jak dziki                                   | Bos grunniens Linnaeus, 1766 – jak domowy                                 |
| Bos namadicus Falconer, 1859                                               | Bos indicus Linnaeus, 1758                                                |
| Bos primigenius Bojanus, 1827 – tur                                        | Bos taurus Linnaeus, 1758 – bydło domowe                                  |
| Bubalus arnee (Kerr, 1792) – arni azjatycki                                | Bubalus bubalis (Linnaeus, 1758) – wół domowy                             |
| Camelus ferus Przewalski, 1878 – wielbłąd dwugarbny (dziki)                | Camelus bactrianus Linnaeus, 1758 – baktrian, wielbłąd dwugarbny (domowy) |
| Canis lupus Linnaeus, 1758 – wilk                                          | Canis familiaris Linnaeus, 1758 – pies domowy                             |
| Capra aegagrus Erxleben, 1777 – koza bezoarowa                             | Capra hircus Linnaeus, 1758 – koza domowa                                 |
| Cavia aperea Erxleben, 1777 – aperea                                       | Cavia porcellus (Linnaeus, 1758) – świnka morska                          |
| Equus africanus Heuglin & Fitzinger, 1866 – osioł afrykański (osioł dziki) | Equus asinus Linnaeus, 1758 – osioł domowy                                |
| Equus ferus Boddaert, 1785 – koń Przewalskiego                             | Equus caballus Linnaeus, 1758 – koń domowy                                |
| Felis silvestris Schreber, 1777 – żbik                                     | Felis catus Linnaeus, 1758 – kot domowy                                   |
| Lama guanicoe (Müller, 1776) – gwanako andyjskie                           | Lama glama (Linnaeus, 1758) – lama                                        |
| Mustela putorius Linnaeus, 1758 – tchórz zwyczajny                         | Mustelo furo Linnaeus, 1758 – fretka domowa                               |
| Ovis orientalis Gmelin, 1774 – owca stepowa                                | Ovis aries Linnaeus, 1758 – owca domowa                                   |
| Sus scrofa Linnaeus, 1758 – dzik                                           | Sus domesticus Erxleben, 1777 – świnia domowa                             |
| Vicugna vicugna (Molina, 1782) – wigoń                                     | Vicugna pacos (Linnaeus, 1758) – alpaka                                   |
| Carassius gibelio (Bloch, 1782) – karaś srebrzysty                         | Carassius auratus (Linnaeus, 1758) – karaś złocisty                       |
| Bombyx mandarina (Moore, 1872)                                             | Bombyx mori (Linnaeus, 1758) – jedwabnik morwowy                          |